# Công tước xứ Beaufort
Công tước xứ Beaufort (tiếng Pháp: Duc de Beaufort; tiếng Anh: Duke of Beaufort) là một tước hiệu quý tộc được sử dụng trong lịch sử của cả hai quốc gia Pháp và Anh. Tên lãnh địa Beaufort được lấy theo tên một lâu đài ở Champagne, Pháp (nay thuộc Montmorency-Beaufort). Nếu như ở Pháp, tước hiệu Duc de Beaufort chỉ tồn tại chưa đầy 100 năm, thì ở Anh, tước hiệu Duke of Beaufort thuộc Đẳng cấp quý tộc Anh vẫn còn tồn tại cho tới ngày nay. Đây là trường hợp tước hiệu công tước duy nhất hiện nay lấy tên từ một địa danh bên ngoài Quần đảo Anh.

## Anh
Tước hiệu Duke of Beaufort được Vua Charles II của Anh tạo ra vào năm 1682 cho Henry Somerset, Hầu tước thứ 3 của Worcester, hậu duệ của Charles Somerset, Bá tước thứ nhất của Worcester, con trai hợp pháp của Henry Beaufort, Công tước thứ 3 của Somerset, một nhà lãnh đạo Lancastrian trong Chiến tranh Hoa Hồng.
Các Công tước của xứ Beaufort là một nhánh của Vương tộc Plantagenet, thông qua John xứ Gaunt, con trai của Vua Edward III. Tuyên bố này đã bị thách thức sau khi phân tích DNA nhiễm sắc thể Y trong hài cốt của Vua Richard III. Hầu hết những người thừa kế nam giới còn sống của Công tước Beaufort thứ 5 được phát hiện mang loại nhiễm sắc thể Y tương đối phổ biến, khác với nhiễm sắc thể được tìm thấy trong hài cốt của Richard III.
Lâu đài Beaufort thuộc quyền sở hữu của John xứ Gaunt, và họ Beaufort được người tình và người vợ thứ ba của ông, Katherine Swynford, đặt cho 4 người con hợp pháp của Gaunt. Đây là nền tảng của Nhà Beaufort, Công tước xứ Somerset. Một hậu duệ của Beaufort thông qua mẹ của ông với Henry VII của Anh. Charles Somerset, Bá tước thứ nhất của Worcester (khoảng 1460 - 15 tháng 3 năm 1526), là con ngoài giá thú của Henry Beaufort, Công tước thứ 3 của Somerset bởi tình nhân Joan Hill.